# Tomás Craig
Tomás Craig fue un marino de origen irlandés nacionalizado argentino que luchó en la Guerra de Independencia de la Argentina, en la Guerra del Brasil y en la Guerra Grande.

## Biografía
Tomás Craig nació en Irlanda en 1780, hijo de Nicolás Craig y Honor Byrne. Según algunas fuentes, tras naufragar a comienzos del siglo XIX en las costas patagónicas fue capturado por los indios y entregado a las autoridades del Virreinato del Río de la Plata, tras lo que se radicó en la ciudad de Buenos Aires y se alistó en las milicias criollas al producirse la primera invasión inglesa al Río de la Plata en 1806.
Según otros autores, integró la expedición británica con el grado de sargento 1° y, tras la rendición de Guillermo Carr Beresford, fue uno de los prisioneros que desertó evitando su reincorporación al ejército británico para permanecer en el país. Masón, en 1807 integró la Logia Star of the South.

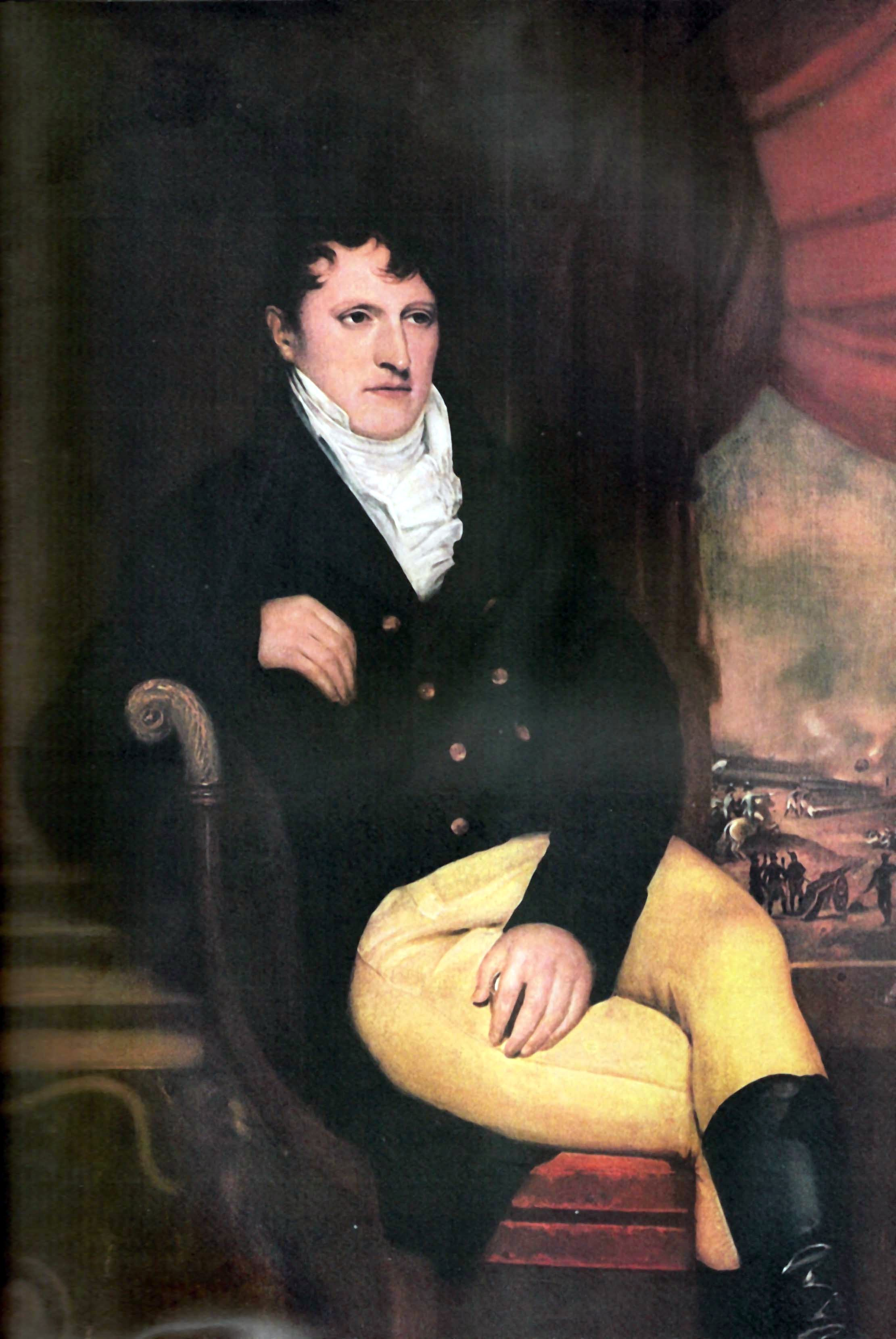
Manuel Belgrano

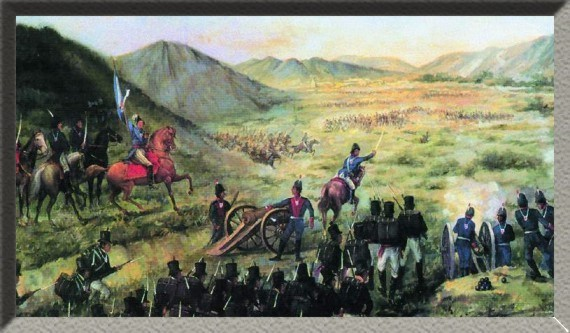
Batalla de Salta

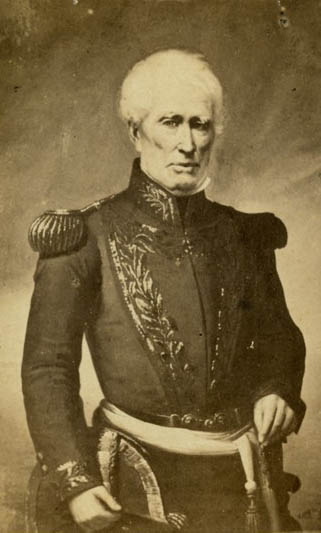
Guillermo Brown

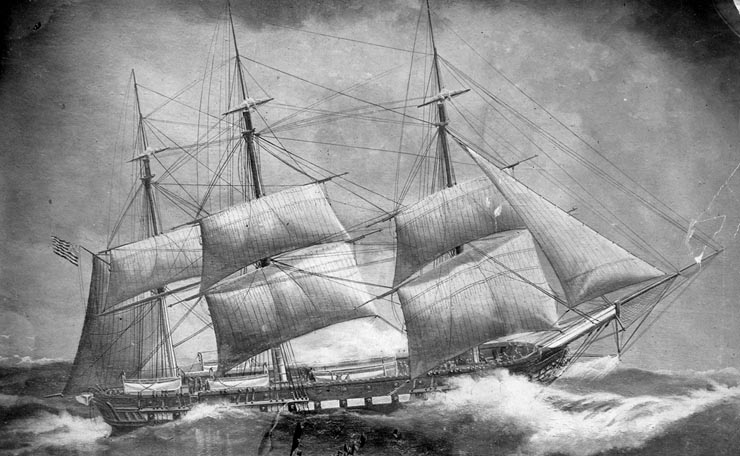
USS Congress (1841)

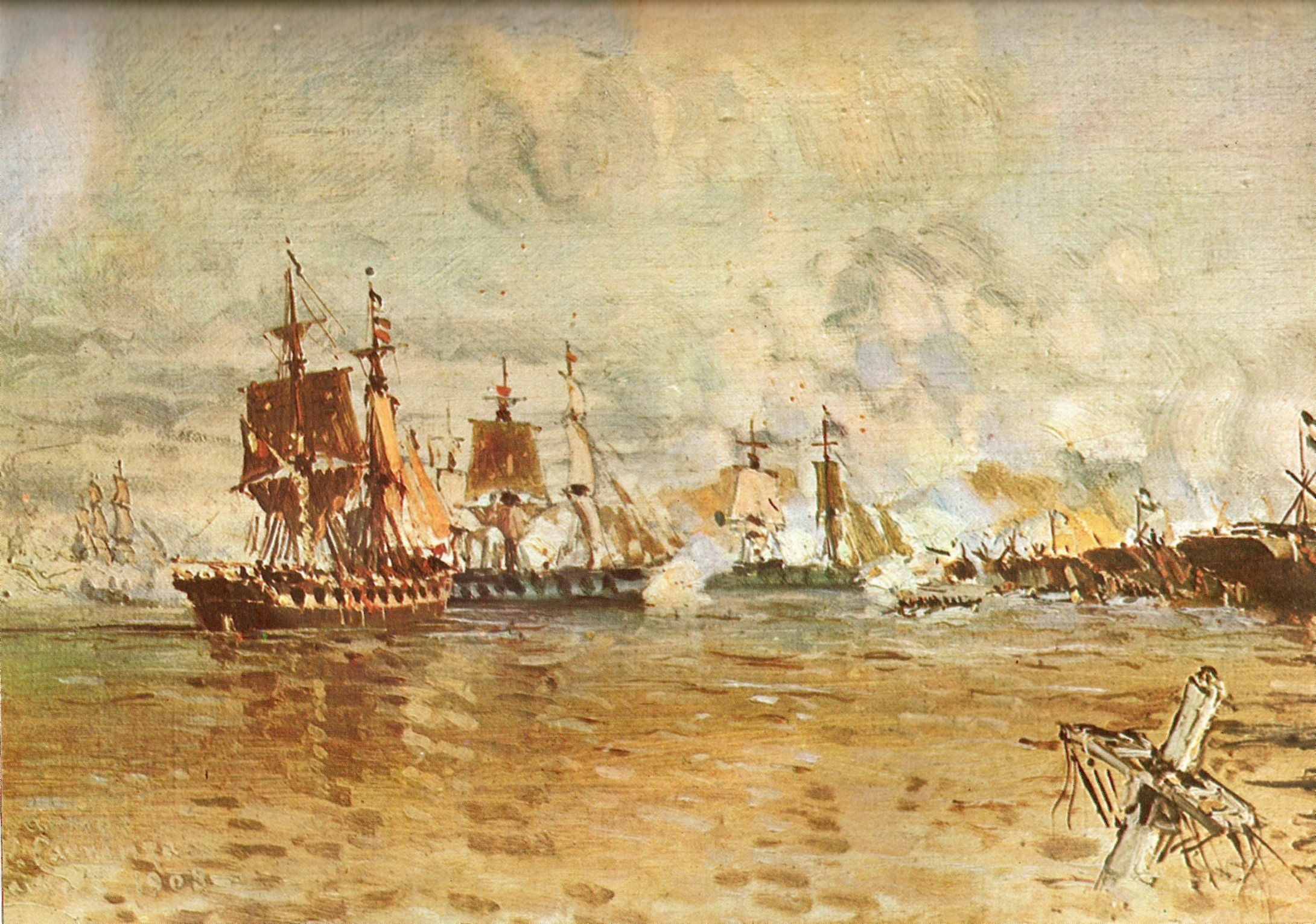
Batalla de la Vuelta de Obligado

Tras la Revolución de Mayo de 1810, Tomás Craig, conocido también con el mote de "Rompe esquinas", adhirió al partido de la emancipación y se alistó en el Ejército del Norte al mando del coronel Francisco Ortiz de Ocampo como sargento 1º agregado al cuerpo de Artillería. En 1811 sirvió a las órdenes del coronel Pinto y el 1 de diciembre de este último año se incorporó como sargento de artillería al regimiento Húsares del Perú. Al reorganizarse el Ejército del Norte en 1812 por el general Manuel Belgrano permaneció asignado a la artillería patriota, y al mando de Eustoquio Díaz Vélez luchó en las batallas de Tucumán, Salta, Vilcapugio y Ayohuma. En esta última acción resultó herido, por lo que debió regresar a Buenos Aires. El 22 de octubre de 1813 fue promovido a teniente de las milicias de Córdoba.
Posteriormente se incorporó a la escuadra patriota al mando de Guillermo Brown participando en la Campaña Naval de 1814 y pasó luego al Pacífico a las órdenes de Lord Cochrane.
A su regreso al Río de la Plata se encontró con la crisis que pasaría a la historia como la Anarquía del Año XX por lo que se afincó brevemente en la Banda Oriental, donde fue Comisario y Juez de Paz, pero regresó a Buenos Aires ante la ocupación luso-brasileña. Al estallar la Guerra del Brasil se sumó a la Armada Argentina, bajo el mando de Guillermo Brown.
Al estallar en 1841 la Guerra del Paraná, en el marco de la Guerra Grande y llamada así por desarrollarse en el Río de la Plata y el río Paraná, Guillermo Brown fue convocado por Juan Manuel de Rosas para comandar nuevamente la Armada Argentina y combatir la escuadra que al mando de su antiguo subordinado John Halstead Coe había sido levantada por Fructuoso Rivera tras derrocar al presidente uruguayo Manuel Oribe.
El 7 de febrero de 1841 el bergantín goleta General Aguiar (Enrique Sinclair sufrió un motín a bordo y desertó de la escuadra oriental en Colonia del Sacramento en momentos en que su comandante se hallaba en tierra.
Craig fue nombrado como su nuevo comandante recibiendo de Brown instrucciones para proceder a su alistamiento.
Finalizada su nueva tarea, el Aguiar fue incorporado a la escuadra como la goleta Libertad, montando 4 cañones de a 8 y 1 coliza de a 12.
Al adquirirse en marzo de 1841 en Buenos Aires la fragata de 400 t Kremlim, de matrícula de Boston, Tomás Craig fue designado como su primer comandante con instrucciones de alistarla urgentemente para el combate por lo que cedió el mando de la Libertad al teniente José María Cordero. En abril Craig se hizo cargo del mando de la fragata fondeada en Los Pozos, ahora denominada 25 de Mayo. Craig hizo retirar su artillería original y montar 18 carronadas de a 20 libras en la cubierta principal (nueve por banda) provenientes del bergantín Cacique, 4 cañones largos de a 20 libras y 2 de a 16 en el entrepuente y 2 gónadas de hierro de a 9 libras. (26 cañones).
Para comienzos de mayo la nave estaba en condiciones de partir. El 11 de mayo se afirmó el pabellón argentino y en julio zarpó al mando del capitán Joaquín Hidalgo incorporándose a la Campaña naval de 1841 (Guerra Grande).
Tras el combate del 24 de mayo de 1841, mientras la escuadra riverista se recuperaba del combate, la goleta Palmar (3 cañones, Guillermo Mason) acompañada de un patacho, abandonó el puerto de Montevideo y se pasó a la escuadra argentina.
Redenominada 9 de Julio, fue puesta al mando de Craig con instrucciones para su alistamiento. Tras completarlo en el Riachuelo montando 1 gónada de a 18 giratoria y 4 cañones de a 8 (dos por banda) intervino en la persecución de la goleta Luisa durante el bloqueo a Montevideo,tra lo que fue entregada a su nuevo comandante el capitán Guillermo Bathurst.
En noviembre de 1841 solicitó y obtuvo la baja del servicio, pero al poco tiempo fue reincorporado y designado por Brown comandante del bergantín de 40 toneladas Republicano con el que zarpó de Balizas Interiores el 28 de julio de 1842 uniéndose al buque insignia General Belgrano en la persecución de la flota riverista, ahora al mando de José Garibaldi.
Regresó a Buenos Aires en octubre de 1842 y en diciembre pasó con el general Echagüe al Río Uruguay en un crucero sin mayor trascendencia que finalizó en marzo de 1843. Destinado al bloqueo de la ciudad de Montevideo, en mayo regresó a Buenos Aires, donde efectuó reparaciones y modificó su artillería.
En julio se reincorporó al bloqueo brevemente para pasar a operar sobre Maldonado en el mes de agosto. En octubre regresó al bloqueo, permaneciendo en ese puesto hasta fin de año.
Entre enero y junio de 1844 permaneció afectado al bloqueo. Tras escoltar a Brown a Buenos Aires en busca de refuerzos se reintegró al bloqueo. El 29 de septiembre de 1844 se vio involucrado en el llamado "Incidente del USS Congress", una injustificada agresión de la flota de los Estados Unidos en el Río de la Plata a la escuadra argentina.
El capitán de la USS Congress Philip Falkerson Voorhees considerando que el fuego de fusilería recibido por un buque de su país de parte de otro de bandera oriental, el San Cala. representaba un ataque de la Confederación a un buque de su país, capturó al San Cala y cuando la goleta argentina 9 de Julio (Eduardo Brown) pasaba a tiro de cañón del USS Bainbridge fue a su vez detenida y abordada, mientras que la Congress abordaba por una de sus amuras a la fragata 25 de Mayo.
Viendo que se acercaba el Republicano Voorhees dejó de momento al 25 de Mayo y se dirigió sobre el pequeño bergantín capturándolo. Verificado lo sucedido, Voorhees devolvió las naves, pero se negó a desagraviar el pabellón por lo que la flota argentina mantuvo sus banderas arriadas en expresión de protesta. Finalmente el superior de Voorhees resolvió el entredicho y retiró a Voorhees, que fue enjuiciado.
Entre octubre y el 15 de diciembre, Craig permaneció con el Republicano en dique de carena en Ensenada de Barragán. En enero de 1845 se incorporó a la escuadrilla del río Paraná por lo que resultó ser uno de los pocos buques que escapó al llamado robo de la escuadra perpetrado por las fuerzas navales británicas y francesas el 2 de agosto en Montevideo.
El Republicano integró entonces la línea de defensa del Paraná en la Vuelta de Obligado. Craig tuvo una activa participación en la construcción de la línea de 24 lanchones unidos por cadenas que cruzaba el río Paraná con una extensión de 800 metros de ancho aproximadamente. Las barcazas o lanchones fueron desarbolados y anclados al lecho del río, unidos a la tierra firme por un anclaje que se encontraba en un promontorio frente a una de las cuatro baterías instaladas y, por el otro extremo, al bergantín Republicano. 
Craig participó el 20 noviembre de la batalla de la Vuelta de Obligado respondiendo el fuego anglo-francés hasta que pasado el mediodía, ya sin municiones, con serios daños y ante la proximidad del enemigo, hizo volar el Republicano para evitar su captura, pasando con los sobrevivientes a tierra firme sumándose a la batería costera Manuelita, ubicada en el promontorio norte al mando de Juan Bautista Thorne. 
En un informe posterior el jefe del regimiento de Patricios coronel Ramón Rodríguez daría fe que Craig "se halló en el combate de Obligado al mando del bergantín-goleta Republicano, el que después de concluidas las municiones habiéndolo hecho volar según las órdenes que había recibido del General, atravesó el Paraná en los botes (porque la posición que ocupaba el Republicano era en el lado opuesto) y vino a las baterías, en las que siguió el combate a las órdenes del coronel Francisco Crespo, a cuyo lado permaneció hasta la terminación de aquél. Todo lo que me consta por haberlo presenciado".
En ese mismo expediente de certificación de servicios mencionado, el coronel Antonio Toll expresa que Craig, actuó a sus órdenes en 1841 "habiéndole confiado comisiones delicadas, las que desempeñó con el mayor celo y actividad, no habiéndose arredrado jamás frente al enemigo, habiéndose desempeñado siempre con el mayor valor y serenidad".
Craig continuó sirviendo en la Armada Argentina y en 1849 asumió el mando de la goleta Santa Clara con la que efectuó tareas de patrullaje en el Río de la Plata hasta el pronunciamiento de Urquiza en 1851. Craig permaneció leal a Rosas y en 1852, poco antes de la batalla de Caseros, se hizo cargo de la goleta Maipú y tras alistarla con rapidez se ubicó estacionaria en la desembocadura del Río Paraná.
Tras la caída de Rosas fue separado del mando pero tras la Revolución del 11 de septiembre de 1852 fue reincorporado y en noviembre de 1852 reasumió el mando de la Maipú, sumándose a la expedición del general Juan Madariaga contra la provincia de Entre Ríos. En 1853 fue ascendido a sargento mayor de la escuadra de Buenos Aires pero el 1 de diciembre de 1857, con 77 años de edad, solicitó y obtuvo su pase al cuerpo de inválidos.
Tomás Craig falleció a avanzada edad en Buenos Aires el 26 de abril de 1863. 
Había casado en primeras nupcias con la argentina Encarnación Luján y el 8 de agosto de 1849 casó en segundas nupcias con la irlandesa Jane Donovan, hija de Daniel Donovan y Mary Crowley, con quien tuvo dos hijos: Francisca y Guillermo Francisco del Sagrado Corazón de Jesús Craig (1852-1936), quien tuvo de padrino de bautismo al capitán de navío Antonio Toll, tomó parte de la lucha contra las rebeliones jordanistas, en las expediciones al Río Negro (Argentina) y en la Conquista del Chaco argentino, actuó en la revolución de 1880 y en la revolución del Parque, sirvió en el Estado Mayor General del Ejército y fue jefe de la prisión militar de la capital, alcanzando el grado de teniente coronel en el Ejército Argentino. 
Una calle del barrio de Caballito de la ciudad de Buenos Aires lleva su nombre,al igual que otras en los municipios bonaerenses de Almirante Brown, Merlo, General Rodríguez y Malvinas Argentinas.